# Kastanjetaggstjärt
Kastanjetaggstjärt (Synallaxis rutilans) är en fågel i familjen ugnfåglar inom ordningen tättingar.

## Utbredning och systematik
Kastanjetaggstjärt delas in i sju underarter med följande utbredning:
- S. r. caquetensis – tropiska sydöstra Colombia till östra Ecuador och nordöstra Peru
- S. r. confinis – nordvästra Brasilien (mellan floderna Negro och Solimões)
- S. r. dissors – östra Colombia till Guyana och Brasilien (norr om Amazonfloden)
- S. r. amazonica – östra Peru till norra Bolivia och västra Amazonområdet i Brasilien
- S. r. rutilans – Brasilien, söder om Amazonfloden (mellan floderna Tapajós och Tocantins)
- S. r. omissa – Brasilien, söder om Amazonfloden (mellan floderna Tocantins och norra Maranhão)
- S. r. tertia – nordöstra Bolivia (norr om La Paz) och närliggande västra Brasilien (Mato Grosso)

## Status och hot
Arten har ett stort utbredningsområde, men tros minska i antal, dock inte tillräckligt kraftigt för att den ska betraktas som hotad. Internationella naturvårdsunionen IUCN listar arten som livskraftig (LC).